# Meubelmakerij

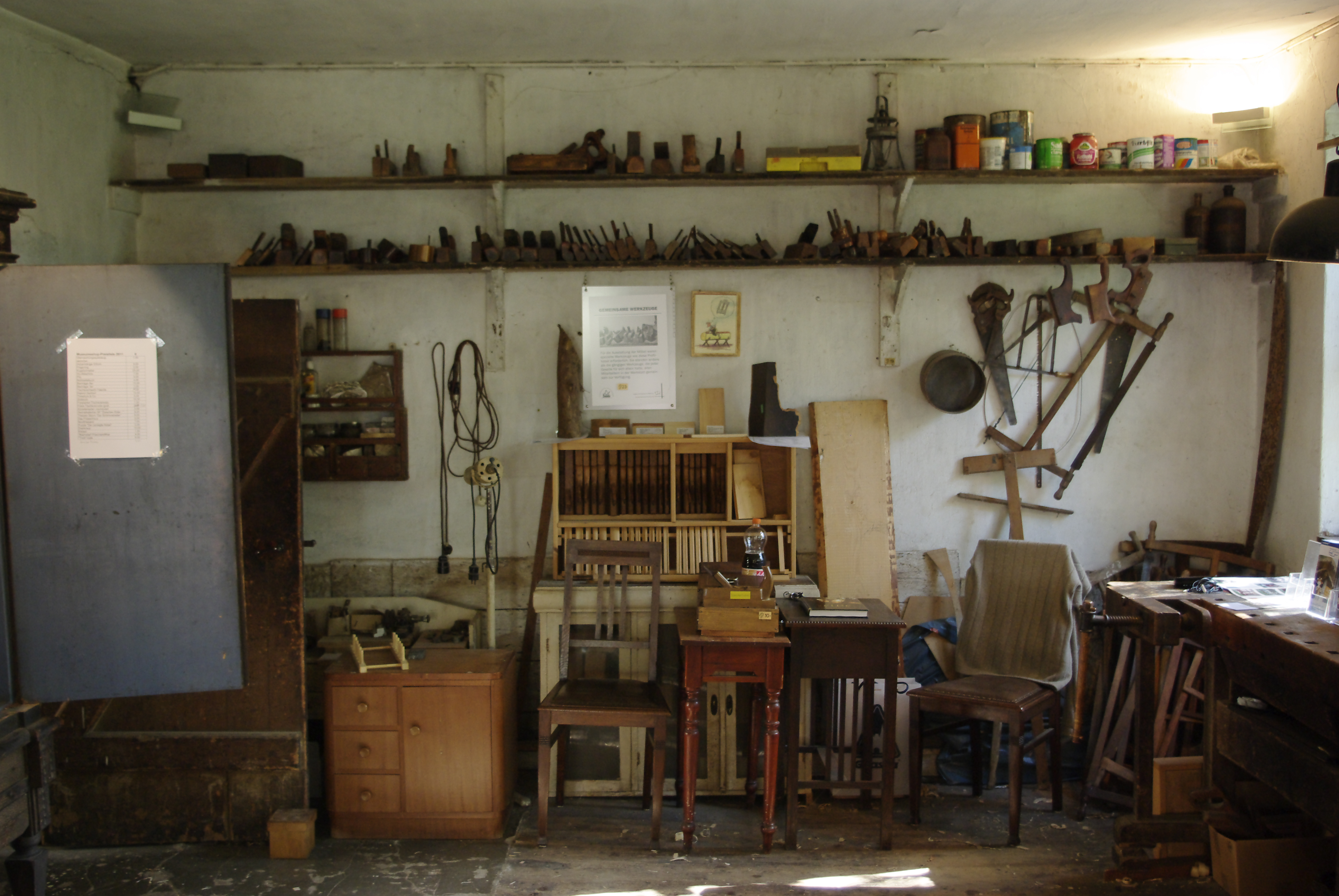
Een Duitse meubelmakerij

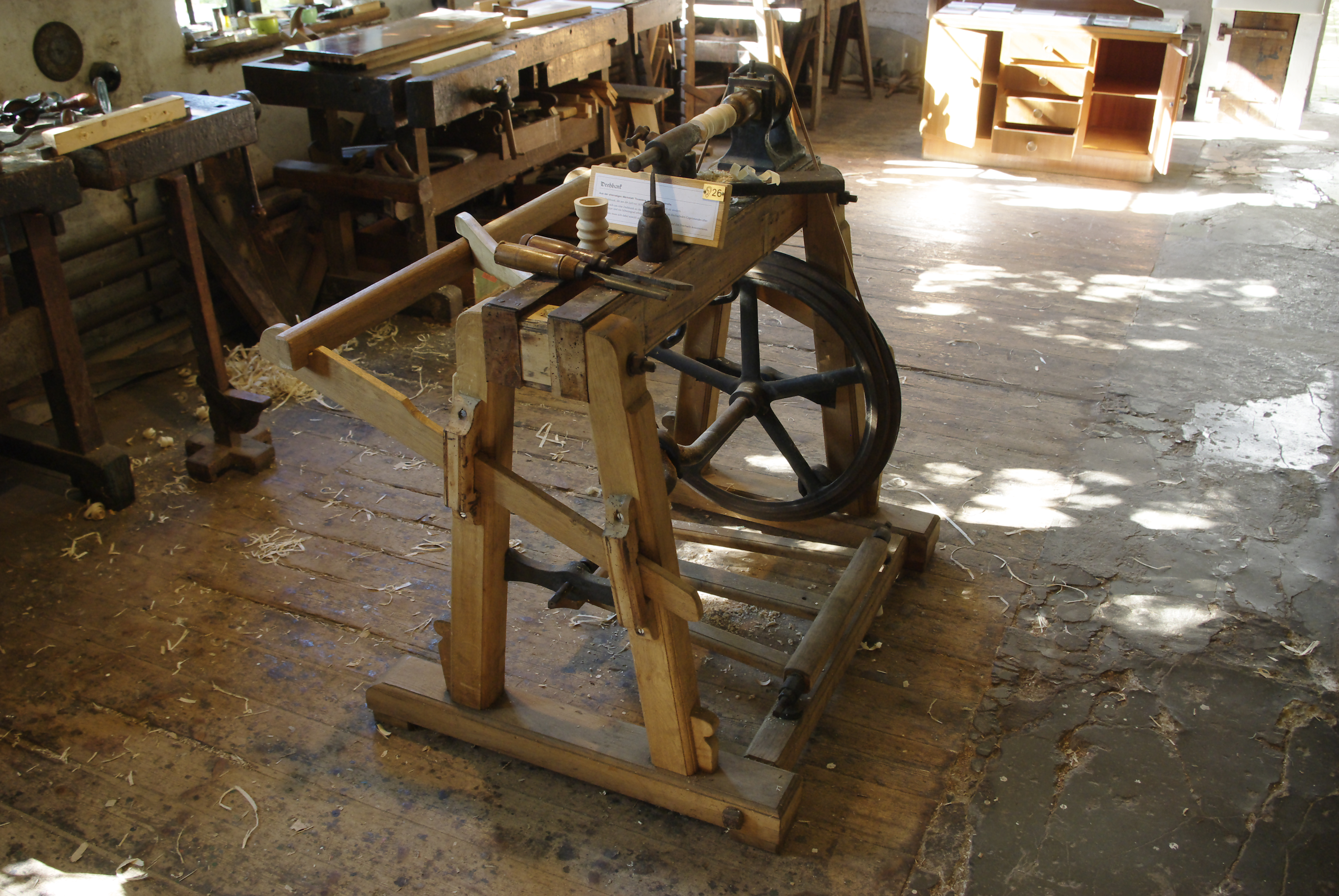
Een Duitse meubelmakerij

Een meubelmakerij is een werkplaats waar, meestal in opdracht, speciale meubels worden gemaakt die niet zo te koop zijn in winkel of warenhuis. Ook reparaties aan meubels worden vaak verricht in een meubelmakerij. Het werk dat wordt uitgevoerd is vaak specialistisch daar de meubels volgens specifieke eisen van de klant moeten worden uitgevoerd. Dit kan zijn omdat een meubel ergens op maat moet passen of omdat iemand een meubel in een stijl, kleur of afwerking wil hebben dat niet te koop is.
Meubelmakerijen zijn altijd kleinere bedrijven, hierdoor kunnen ze goed inspelen op de wensen van de klant. Wordt een bedrijf groter dan wordt het al gauw een fabriekje dat eigen modellen gaat produceren. Langzaam maar zeker zal het speciale karakter van de meubelmakerij hier gaan verdwijnen. Door de toenemende mechanisatie in de meubelbranche waren de kleine ambachtsbedrijven bijna allemaal verdwenen zoals veel ambachten. De laatste jaren is er echter weer een opleving te zien in de belangstelling voor individueel voor een klant gemaakte meubels. Architecten en ontwerpers maar ook steeds meer privé-personen laten een speciaal door hen zelf ontworpen meubel maken bij een meubelmaker.

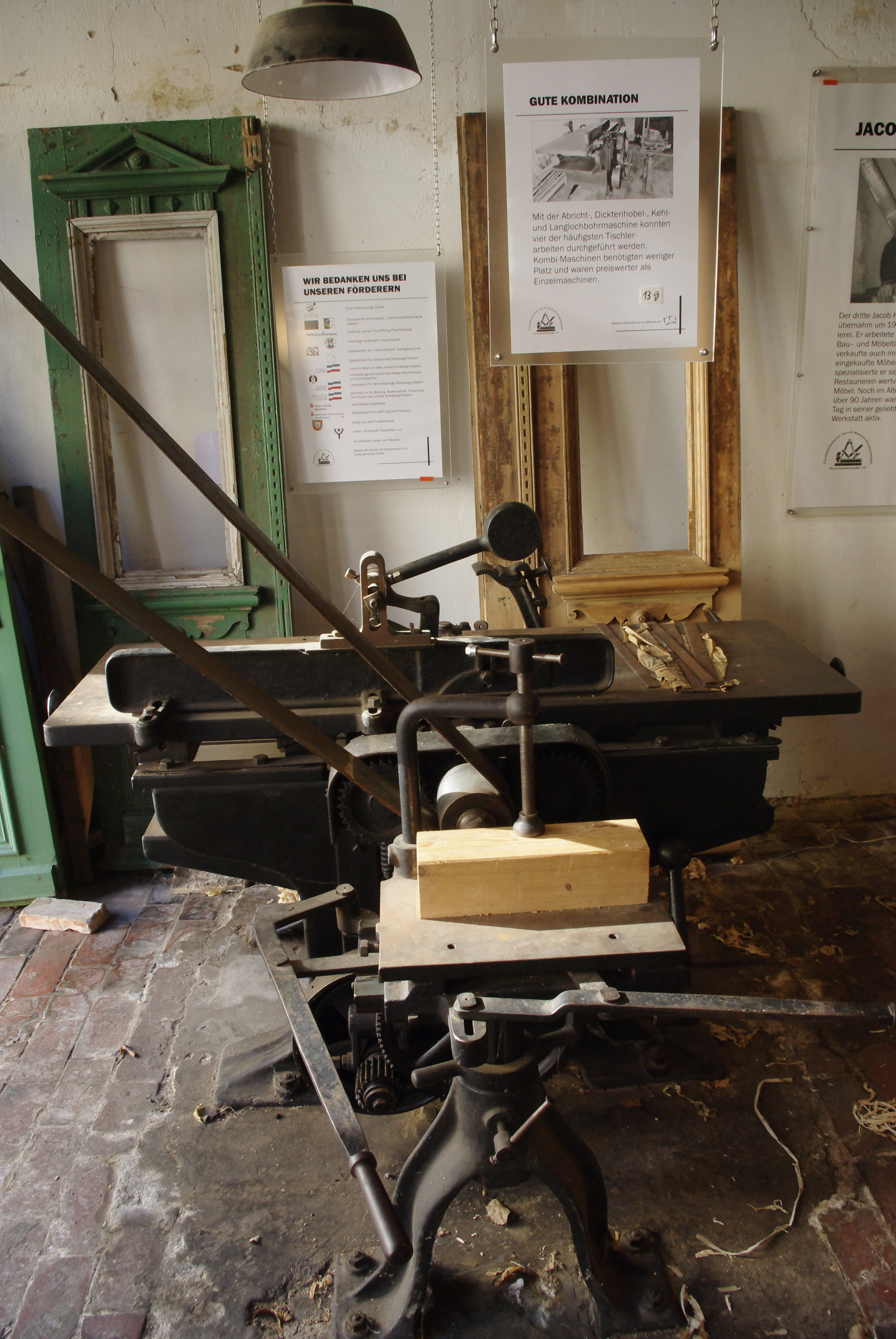
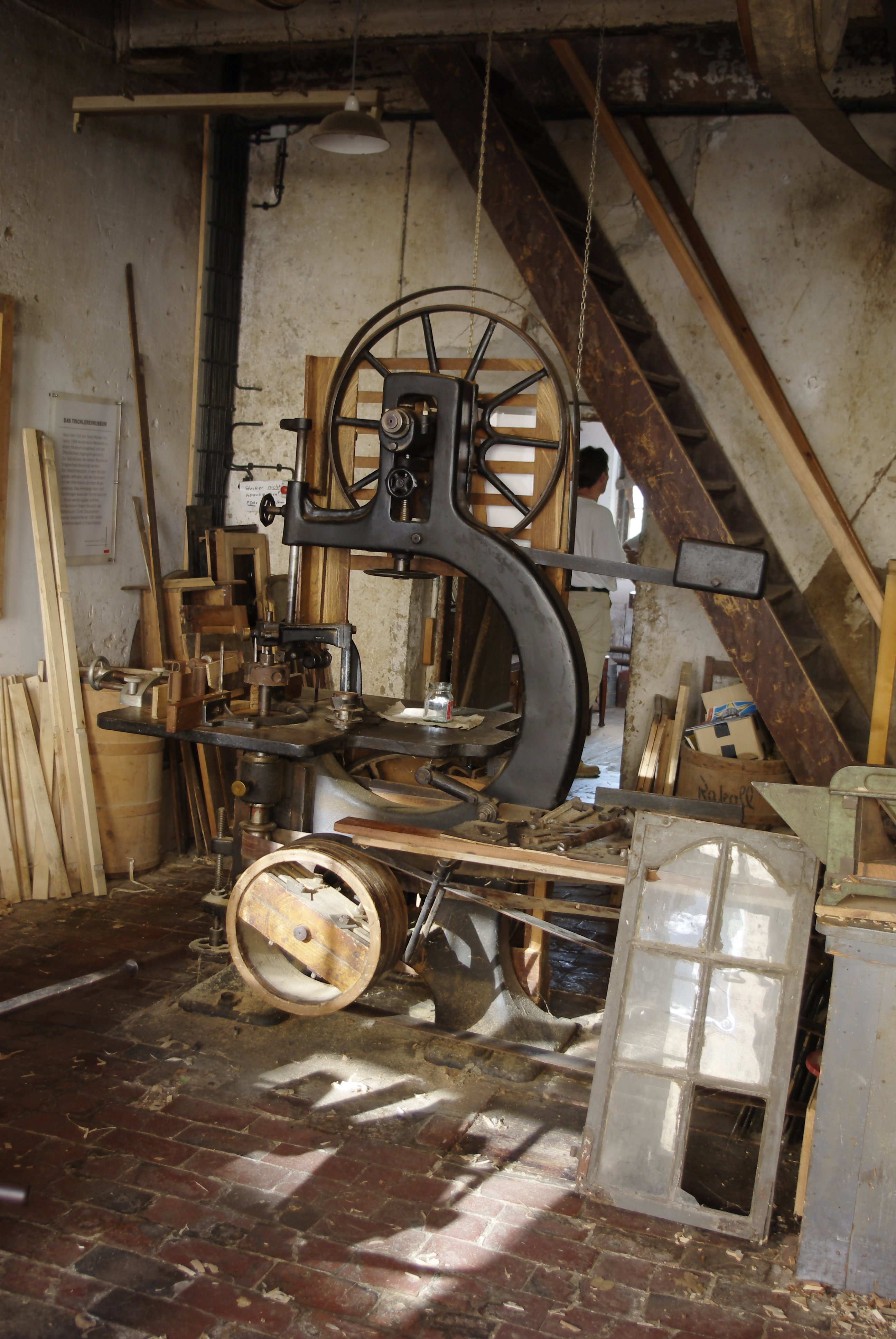
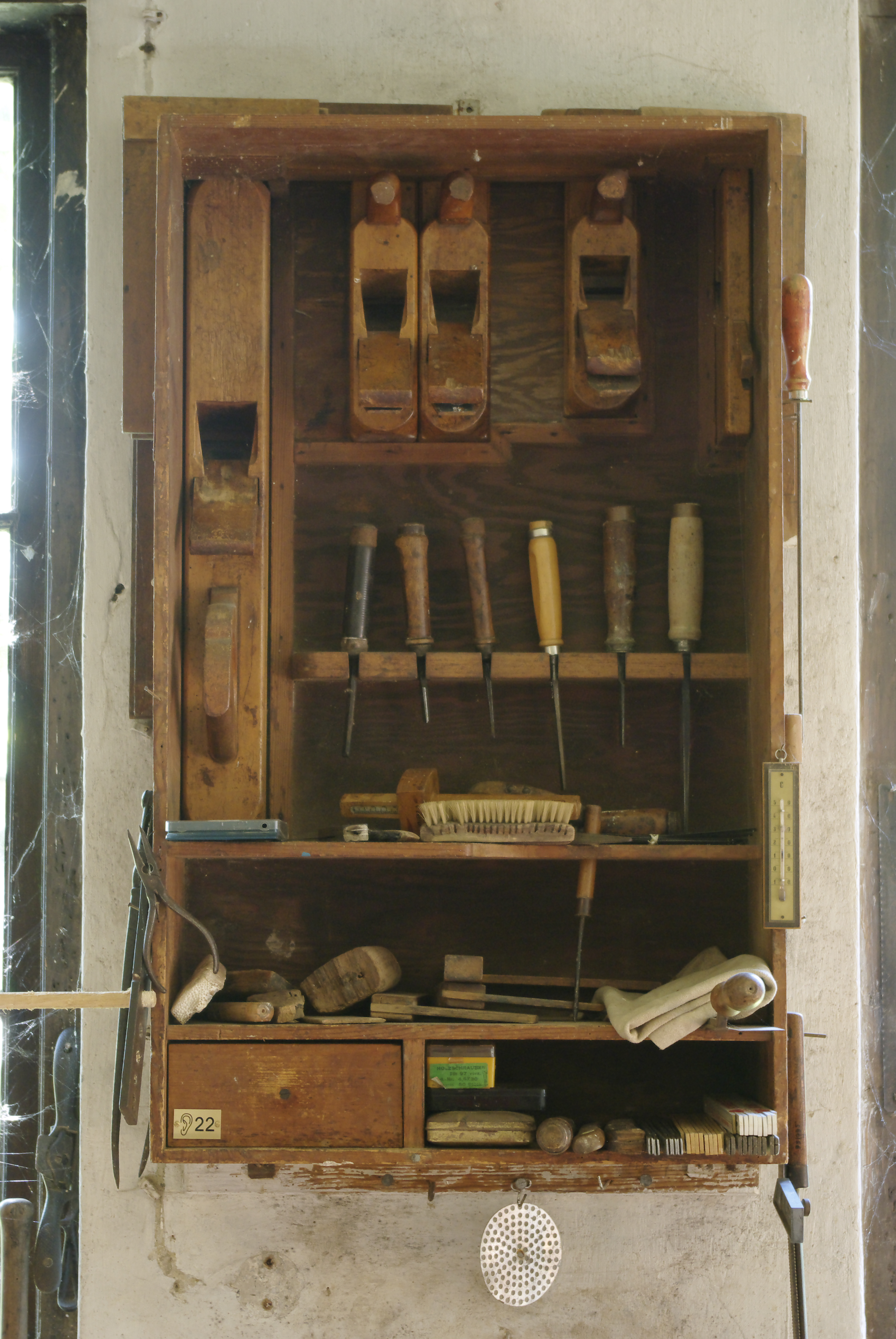
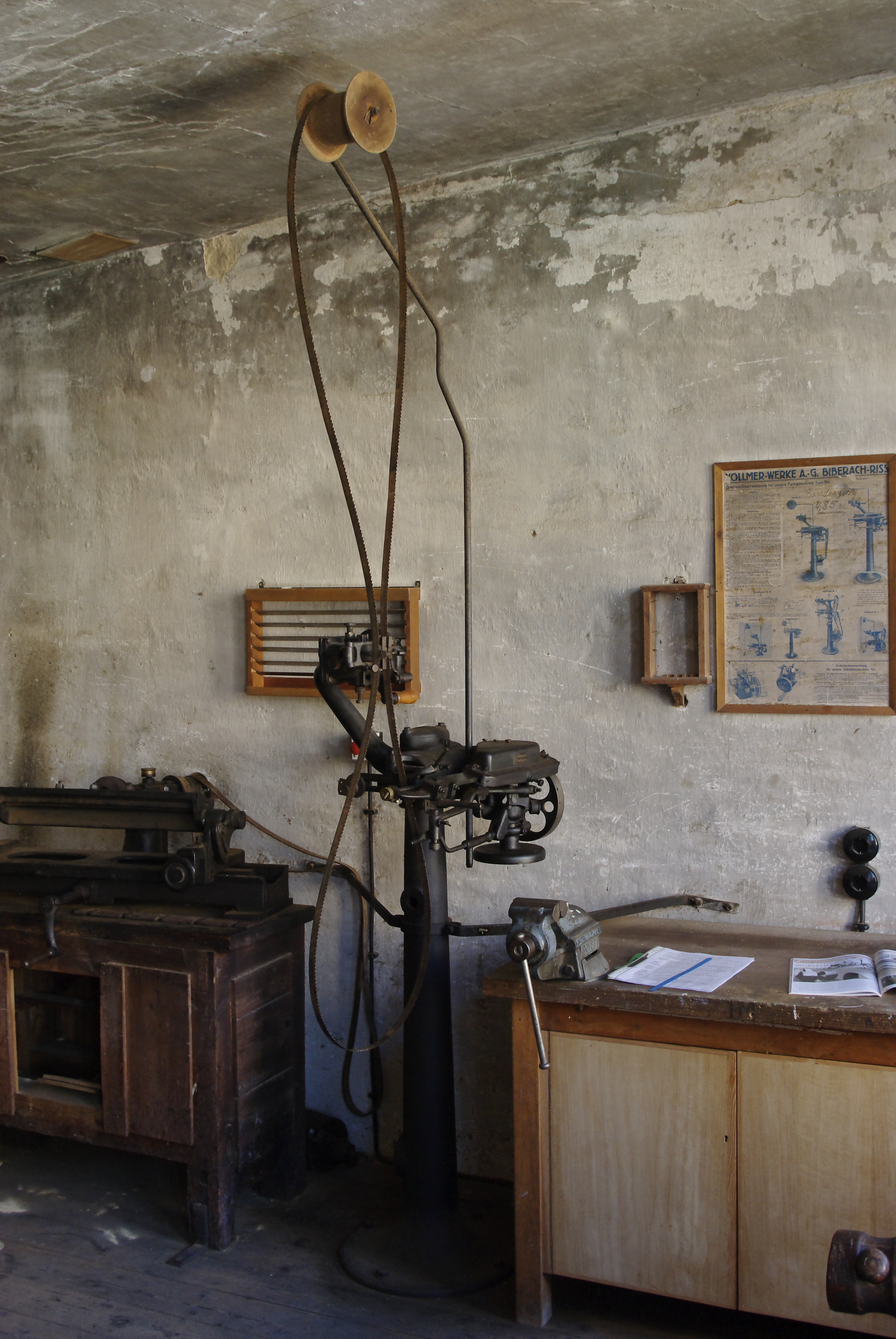
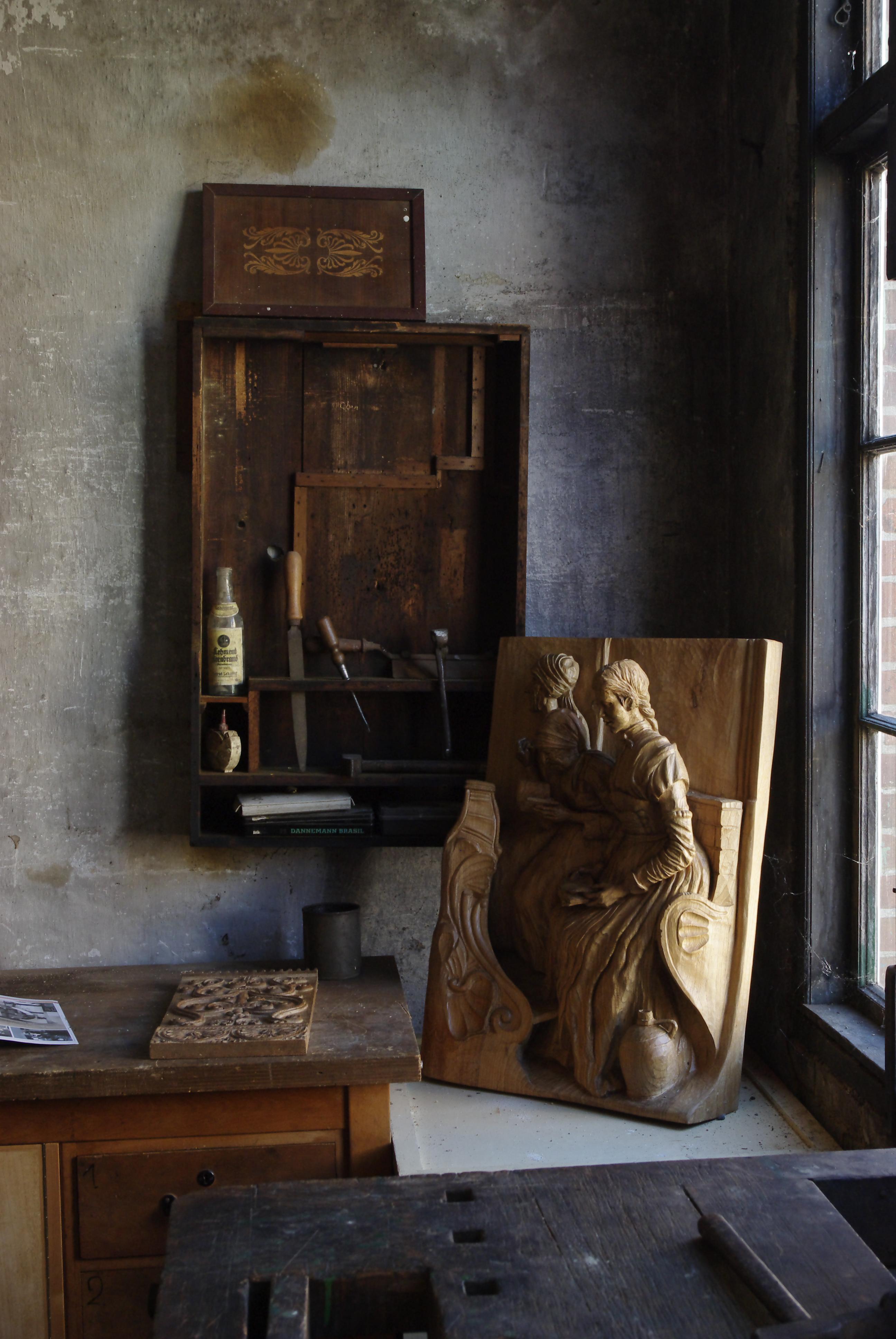
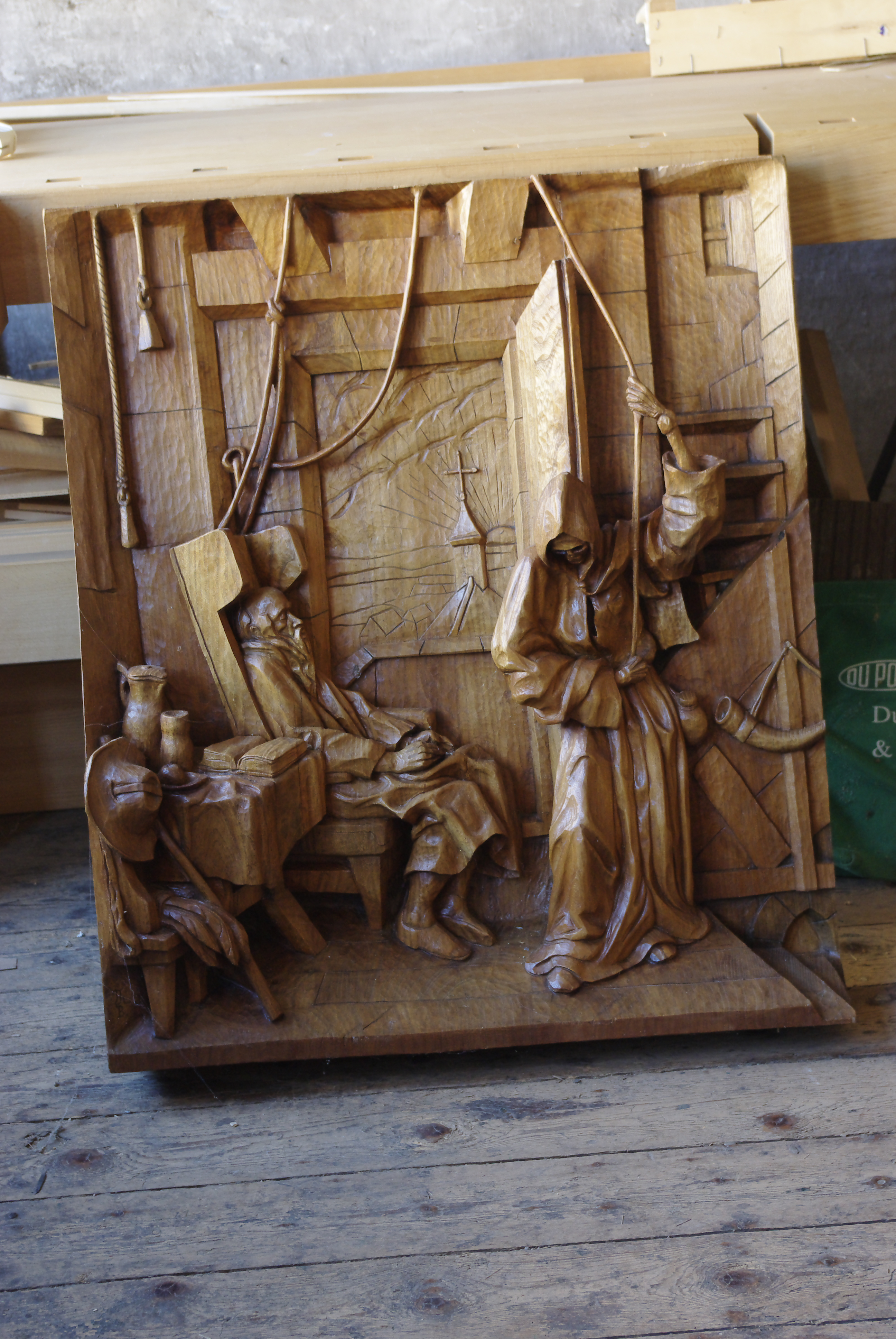